# ワンネスグループ
一般財団法人ワンネスグループ（ワンネス財団）（英語: Oneness Group Foundation）は、精神疾患や様々な障害、各種依存、触法者の心身の回復とその後の成長を支援する団体。治療共同体を運営する6法人3組織で形成される。
スローガンは、2015年（平成27年）10周年を記念して「マイナス10からプラス10へ」と制定された。

## グループ法人
ワンネス財団は、世界基準のプログラムを用いた依存症回復の総合支援の団体である。目的に合わせた様々な施設を展開している。
- 一般社団法人GARDEN（奈良県、沖縄県）

薬物・アルコール・ギャンブルなどの依存症回復支援施設
- 一般社団法人セレニティパークジャパン（奈良県、愛知県）

ギャンブル依存症、アルコール依存症などの依存症回復支援施設。
- 一般社団法人セレニティパークジャパン沖縄（沖縄県）

ギャンブル依存症、アルコール依存症などの依存症回復支援施設。
- FLOWER GARDEN【女性専用】（奈良県）

薬物、アルコール、処方薬、ギャンブル、共依存、自傷行為、摂食障害などの依存症や「生きづらさ」を抱えている女性のための依存症治療共同体。
- ザ・ワンネスプレイス

著名人や社会的地位の高い方専用の機密性を重視した依存症リハビリ施設。
- 日本ファミリーインタベンションセンター（奈良県、大阪府、愛知県、沖縄県ほか）

依存症者の家族のための相談窓口。依存症の当事者を説得し、治療へつなげる（インタベンション）サポートをする。
- ワンネス財団・ダイバージョンセンター

薬物犯罪の刑事手続きなどを担う。
- 株式会社Y's GARDEN（奈良県）

雇用創出のための各種事業。
- 日本アディクション・インタベンショニスト協会

主にアディクション・インタベンショニストの認定、トレーニングを行う。
- 株式会社ホールネスプロセス（沖縄県）

出版事業・講演事業・日本認定アディクションカウンセラー協会事業
- ワンネス・ファミリーグループ

依存症当事者の家族のサポート。

## 沿革
- 2005年 - 奈良県に薬物依存症回復施設を開設
- 2007年 - 奈良弁護士会　司法修習生研修機関に指定
- 2009年 - 法人格取得（前法人名：社団法人座（くら））
- 2009年 - 共同生活援助事業所 Serenity Award 設立
- 2010年 - 自立訓練（生活訓練）事業所、共同生活援助事業所（Serenity House）設立
- 2010年 - 雇用創生事業 「座の里（元ワンネスの里）農園（奈良県、三重県）開設
- 2010年 - 日本認定アディクションカウンセラー協会設立、アディクション研究センター設立
- 2011年 - 一般社団法人セレニティパークジャパン（SPJ）設立。
- 2012年 - 社団法人座を一般社団法人GARDEN に変更。
- 2012年 - 日本ファミリーインタベンションセンター設立
- 2013年 - 一般社団法人セレニティパークジャパン沖縄設立
- 2013年 - 雇用創生事業（住宅があた有料老人ホーム「ほっこり庵広陵町」、ラーメン店「麵屋拳玉」）開設
- 2014年 - 女性治療共同体 自立訓練（生活訓練）事業所「FLOWER GARDEN」設立
- 2014年 - 一般社団法人セレニティパークジャパン名古屋設立
- 2014年 - IGCCB（国際問題ギャンブルカウンセラー認定委員会）認定資格の導入、団体の日本窓口となる
- 2014年 - 無料の専門相談窓口（フリーダイアル、メール）開設
- 2015年 - ICCE（国際アディクション専門職認定教育センター）トレーニングをスタート
- 2015年 - 弁護士との治療的司法の連携「ワンネスダイバージョンセンター」開設
- 2015年 - ハイクラスの依存症回復施設「THE ONENESS PLACE」、滞在型スペース「ワンネスリトリート」開設
- 2016年 - 米国の治療共同体「アミティ」スタッフを招聘したスタッフトレーニングを実施
- 2016年 - 沖縄GARDEN設立
- 2016年 - 週末通所型依存回復支援「日曜コース（現週末オンラインコーススタート
- 2017年 - ワンネス財団代表が、矢澤祐史から伊藤宏基、三宅隆之の共同代表に交代
- 2018年 - ワンネス財団大阪オフィス（問題ギャンブル対策センター大阪）開設
- 2018年 - 公益財団法人社会貢献支援財団より「日本財団賞」を受賞
- 2019年 - 家族会（ワンネスファミリーグループ）が札幌、仙台、福岡でもスタート
- 2020年 - タル・ベン・シャハー博士が顧問に就任
- 2020年 - Power to the Prisonersを株式会社YeeYと共同でスタート

## 依存症回復プログラムの特徴
- 治療共同体（TCモデル）

クラアントが共同生活をしながら回復の道を歩む「治療共同体（TCモデル）」を採用。米国アリゾナ州にあるAmityで行われているグループの進め方、治療共同体の築き方に順じ、自分の感情に気づき、理解・表現していく能力「エモーショナル・リテラシー」を高めること、お互いに教えあい、学びあう場としての「ティーチング・セラピューティック・コミュニティ」を目指している。
- ポジティブ心理学

人やその集団が強みを生かし、より良い生き方をしている状態（ウェルビーイング）を目指す、心理学の一領域。マーティン・セリグマン博士によって創設。
- ゴースキー メソッド

クライアント自らが自分の行動や生活習慣を管理するために行うトレーニング。米国のテレンス・T・ゴースキー氏によって開発された。
- プレジャー プログラム

それまでの依存対象に頼って得ていた偽りの充足感の代わりに、自然の中で身体を動かし、健康的な自由・充足感を体験するために組まれたプログラム。クライアント同士が話し合い、毎週のプログラムを決めていく。
- エンカウンターグループ

クライアント同士が、自分の意見や気持ちを自由に語り合う場。対話を重ねることで、対人関係を改善するスキルを身につけるとともに、受容されている安心感から、自己肯定感を醸成していく。クライアントが問題を抱えた場合、即座に開かれる。
- リカバリー ダイナミクス（RD）

依存症回復で広く使われている、いわゆる12ステップのプログラム。自身の感情を棚卸し、根本的な問題や解決策へとアプローチできるスタンダードな方法である。施設を卒業後も、自助グループなどで同じやり方が引き継がれる。ワンネス財団では、依存症の当事者だけでなく、その家族のためのプログラムも開発。幅広く援助している。

## 提携団体
- ICCE（国際アディクション専門職認定教育センター International Centre For Certification And Education Of Addiction Professionals）

コロンボプラン(Colombo Plan)の薬物諮問プログラム
- NADAI（全米薬物・アルコールインタベンショニスト協会 National Association Of Drug & Alcohol Interventionists）
- IGCCB（国際問題ギャンブルカウンセラー認定委員会 International Gambling Counselor Certification Board）
- WFTC（世界治療共同体連盟 World Federation of Therapeutic Communities）